# 田口氏
田口氏（たぐちし）は、日本の氏族の一つ。

## 概要
江戸時代、常陸国鹿島郡勝下村（現在の茨城県鉾田市の一部）の旗本須田氏知行地の村役人は、田口家一族が担った。
田口家は、常陸江戸氏の旧臣と伝えられる。田口越後を祖とする。越後ののち田口家は、外記（）と茂兵衛とに分家した。
このうち茂兵衛家は、越後から数えて5代、当主・茂兵衛昌長の代には、持高28石にのぼる田畑・山林を所有していたほか、船2艘・舟子（乗組員）20人による地引網漁の操業にくわえ、塩田における製塩などを行っていた。
享保20年3月に鹿島郡一帯の村々が飢饉に見舞われた際、茂兵衛昌長は近郷へ食糧を無利息で貸し与え難をしのいだ。
のち後継者に恵まれず田口茂兵衛家は一時断絶するが、藤田東湖および同村の小沼藤左衛門の働きかけにより、田口秀実が継承することで再興される。